# Plysky
Plysky (ucraniano: Пли́ски) es un municipio rural de Ucrania perteneciente al raión de Nizhyn de la óblast de Chernígov.
En 2020, el territorio del actual municipio tenía una población de unos cuatro mil habitantes, de los que unos mil vivían en el propio pueblo de Plysky y el resto repartidos en cuatro pedanías. El municipio se formó en 2017 mediante la fusión de los consejos rurales de Plysky, Velyka Zahorivka (con la pedanía Step), Majnivka y Sývolozh. El área pertenecía hasta 2020 al raión de Borzná.
Se ubica unos 10 km al sur de Borzná, sobre la carretera T2524 que lleva a Ichnia y Pryluky. La carretera T2524 se cruza aquí con la T2514, que une Nizhyn con Bájmach.

## Historia
Se conoce la existencia del pueblo en documentos desde la primera mitad del siglo XVII, cuando pertenecía a la República de las Dos Naciones. En la rebelión de Jmelnitski pasó a formar parte del regimiento cosaco de Nizhyn. Fue una pequeña localidad rural hasta 1868, cuando se abrió aquí una estación del ferrocarril de Kiev a Kursk. En 1932-1933, fue uno de los pueblos de la región más gravemente afectados por el Holodomor, hasta el punto de que los padres sacaban a los niños del pueblo escondidos en vagones de ferrocarril de mercancías, por haberse extendido el rumor de que algunos vecinos estarían sobreviviendo a base de canibalismo. Tras la Segunda Guerra Mundial, la RSS de Ucrania reconstruyó el pueblo, estableciendo aquí la sede de un koljós.